# Daniel Roesner
Daniel Roesner (Wiesbaden, 1984. január  20. –) apja révén félig[forrás?] német színész.

## Élete és pályafutása
2003-tól 2004-ig elvégzett egy drámaképzést az Egyesült Államokban, a Los Angeles-i New York Film Academy-n, majd egy másik képzést Hollywoodban, a Theatre of Arts-nál. 2004-től 2006-ig a Court Theatre, és az Olescar Theatre színházaknál dolgozott, Los Angelesben.
Ő vásznon először 2004-ben szerepelt a Die trojanische Kuh és a Lieutenant Miller című rövidfilmekben, majd a 2005-ös Die Wolke című filmben vált ismertté a nagyközönség előtt. 2006-2007-ben lehetett látni, mint Luis Rothenburg a Sat.1-Teleregényben, a Verliebt in Berlin-ben.
Azóta játszott számos TV-sorozatban, filmekben, és filmsorozatokban. így a 2008-as Zwerg Nase című mozifilmben, 2009-ben, Ulrike Folkers oldalán, a Liebe in anderen Umständen című Sat.1 TV-sorozatban, 2010-ben a tervezett RTL sorozatban, a Turbo & Tacho-ban, 2012-ben a Wilsberg: Aus Mangel an Beweisen és a Wilsberg: Die Bielefeld-Verschwörung című filmekben, majd 2013-ban együtt játszott Jennifer Ulrich és Julia Dietze színésznőkkel a Zimmer 205 - Traust du dich rein? című horrorfilmben.
2016-ban ő lett Paul Renner főfelügyelő a Cobra 11 című sorozatban. A sorozatban 2019 augusztusáig szerepelt.

## Filmográfia
- 2005: Die Wolke
- 2006–2007: Verliebt in Berlin (tévésorozat)
- 2008: Zimmer 205 – Traust du dich rein?
- 2008: Zwerg Nase
- 2009: Ein Fall für zwei (271. epizód: Kleiner Satellit)
- 2009: Liebe in anderen Umständen
- 2010: Die Wanderhure (tévéfilm)
- 2010: Die Rache der Wanderhure (tévéfilm)
- 2010: Wilde Wellen – Nichts bleibt verborgen (tévé-minisorozat)
- 2010: Tetthely (Tatort) tévésorozat, Der Polizistinnenmörder epizód
- 2011: Az utolsó zsaru (Der letzte Bulle), tévésorozat, Az ötödik parancsolat (Das fünfte Gebot) c. epizód)
- 2011: Unter Umständen verliebt
- 2012: SOKO Stuttgart, tévésorozat, Ein Dorf sieht rot c. epizód
- 2012: Wilsberg – Aus Mangel an Beweisen
- 2012: Wilsberg – Die Bielefeld-Verschwörung
- 2013–2015: Kripo Holstein – Mord und Meer (tévésorozat) (23 epizód)
- 2013: Turbo & Tacho (pilotfilm)
- 2014: Hin und weg
- 2014: Tetthely (Tatort) tévésorozat, Todesspiel epizód
- 2015: Heldt, tévésorozat, Traumpaar c. epizód
- 2015: Meine allerschlimmste Freundin
- 2015: SOKO Kitzbühel, tévésorozat, Ball des Anstoßes c. epizód
- 2016: Cobra 11, tévésorozat